# Port lotniczy Marcala
Port lotniczy Marcala (IATA: MRJ, ICAO: MHMA) – krajowy port lotniczy zlokalizowany w honduraskim mieście Marcala.